# 요양 자씨
요양 자씨(遼陽慈氏)는 요령성 요양시를 본관으로 하는 한국의 성씨이다.

## 분파
요양 자씨(遼陽 慈氏)에서 직계 분적된 성씨 본관에는 중원 자씨(中源 慈氏), 해주 자씨(海州 慈氏)가 있다.

## 같이 보기
- 자씨 (성씨)
- 중원 자씨
- 해주 자씨

## 참고 자료
- 「요양자씨세보(遼陽慈氏世譜)」